# كايبيرينيا

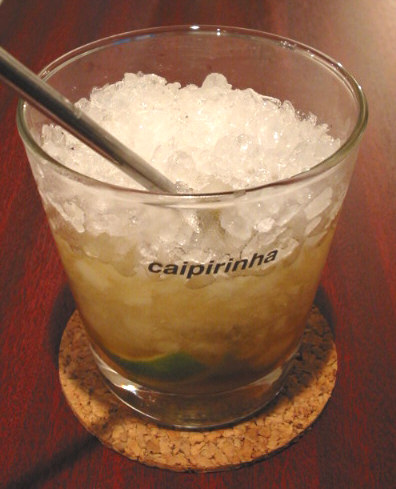
كايبيرينيا

الكايبيرينيا (تلفظ برتغالي: ‎/kajpiˈɾĩj̃ɐ/‏؛ caipirinha) هي مشروب كحولي يعود أصله إلى ولاية ساو باولو البرازيلية. يعد هذا المشروب من أكثر المشروبات البرازيلية شهرة داخلياً ودولياً على حد السواء. 
إنها مصنوعة من الكاشاسا (تلفظ برتغالي: ‎/kaˈʃasɐ/‏؛ cachaça) والليم
ذي القشر والسكر والثلج. في البرازيل، تُقدَّمُ في معظم المطاعم والحانات.
الكايبيرينيا عامة تُحضَّرُ كأسا بكأس، لأن مكوناتها لها كميات غير منتظمة ولا تندمج بصورة تامة، الأمر الذي يعقد تحديد التوزيع الجيد.

## الأصل
يتداول الكثير من القصص حول أصلها، إلا أن الإجماع العام هو أن الكايبيرينيا اُخترعت في أرياف ولاية ساو باولو وتحديدا في مدينة بيراسيكابا وفقا للرواية الأكاديمية.
في الرواية الأسطورية، الأكثر معروفة شعبيا، تاريخ الكايبيرينيا يبتدأ حوالي عام 1918، في أرياف ولاية ساو باولو. هذه الرواية تقول إن الكابيرينيا كانت قد صُنعت من وصفة قديمة تطلب الليمون والثوم والعسل كانت توصف لعلاج ضحايا جائحة إنفلونزا 1918. وكما كان من المعتاد آنذاك أن تضاف كمية من الكحول في الأدوية المنزلية، وذلك بغاية تعجيل التأثير العلاجي، كانت تُستخدم الكاشاسا دائما. «حتى أن أحد يوما قرر إزالة الثوم والعسل. بعد ذلك، أضافوا بعض الملاعق من السكر لإحلاء المشروب، وتلى الثلج على الفور لإبعاد الحرارة،» فسر كارلوس ليما، المدير التنفيذي لمعهد الكاشاسا البرازيلي.
تلك النسخة المؤسطرة، ولم تكن دقيقة تماما، تمتثل لنسخ التاريخ الأكاديمية
فيما يخص الأصل الجيوغرافي، ولكنها تخطئ في تاريخ وسبب نشأة المشروب.
وفقا للمؤرخين، الكايبيرينيا صنعت من قبل مزارعين ملاك الأراضي في منطقة بيراسيكابا في ولاية ساو باولو خلال القرن التاسع عشر كمشروب كحولي محلي لحفلات ومناسبات للطبقة الراقية كانعكاس من ثقافة القصب القوية في تلك المنطقة. الكايبيرينيا في أيامها الأولى ارتئيت بديلا محليا جيدا للويسكي والنبيذ المستوردين، لكونها المشروب المقدَّم كثيرا في حفلات الكوكتيل للطبقات الراقية من المزارعين ومزادات الماشية والمناسبات ذات السمعة.
من هذا الأصل الراقي، الكايبيرينيا تنقلت لاحقا إلى الأذواق العامة وتولى مكانا في الأوساط الشعبية بفضل أسعار مكوناتها الدنيا، وكانت تشتهر في كافة أنحاء الولاية حتى أصبحت مشروبا رمزيا لساو باولو في القرن التاسع عشر. وبحلول ثلاثينيات القرن الماضي، أمكن إيجاد الكايبيرينيا في ولايات أخرى وخصوصا في ولايتي هيو دجي جانايرو وميناز جارايز.

## كيفية التقديم

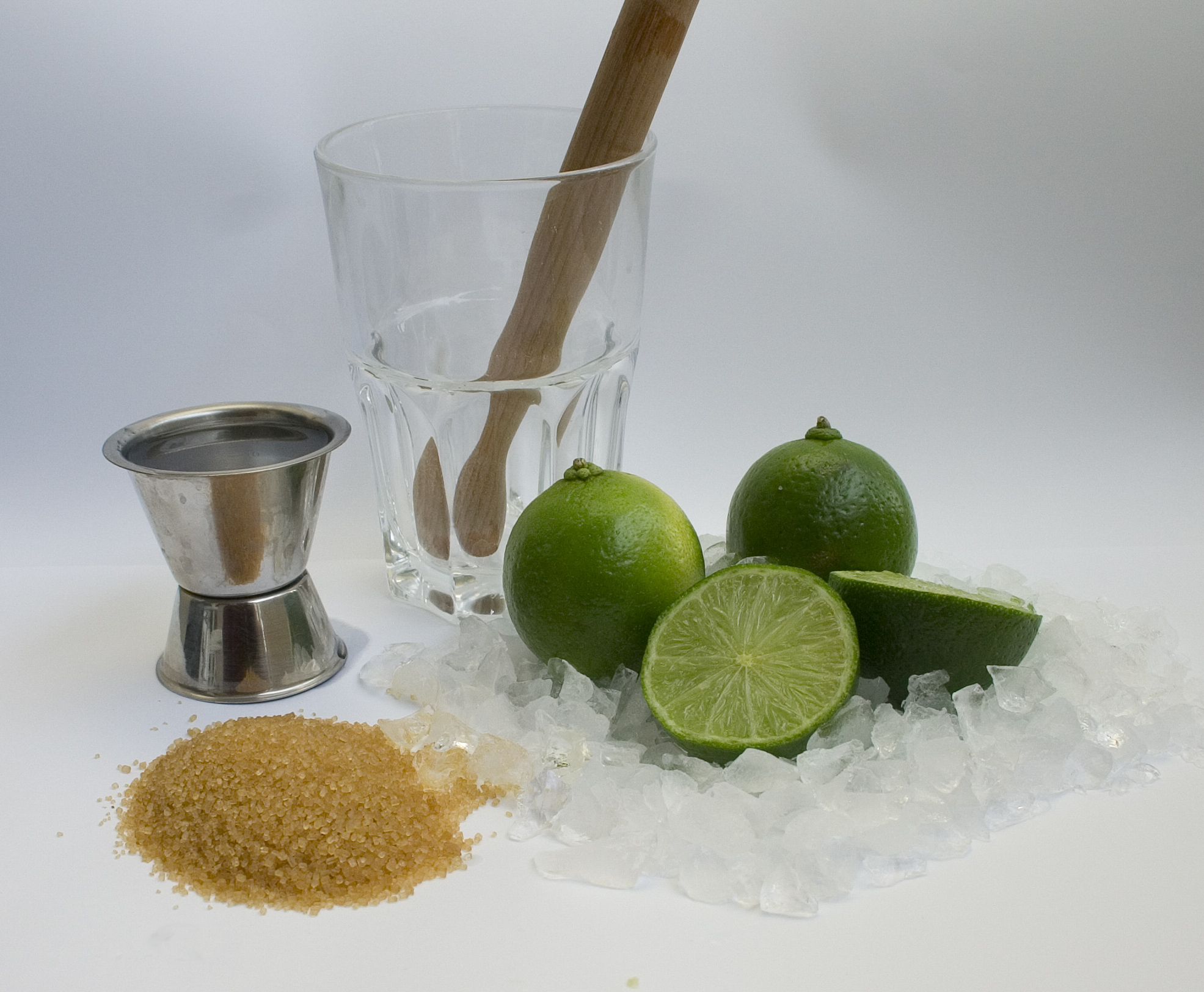
مكونات الكايبيرينيا: الكاشاسا والليم
ذو القشر والسكر والثلج

المشروب يُقدَّم في كأس خاص بالكايبيرينيا، ومن الممكن أن يرافقه مصاصة صغيرة أو عيدان الأسنان. تقليديا، الكايبيرينيا تُحضَّر في الكأس الذي تُقدَّم فيه. وبالرغم من ذلك، من المعتاد أن تُستخدم أداة الهزاز لخلط المكونات.

## الكايبيرينيا في العالم

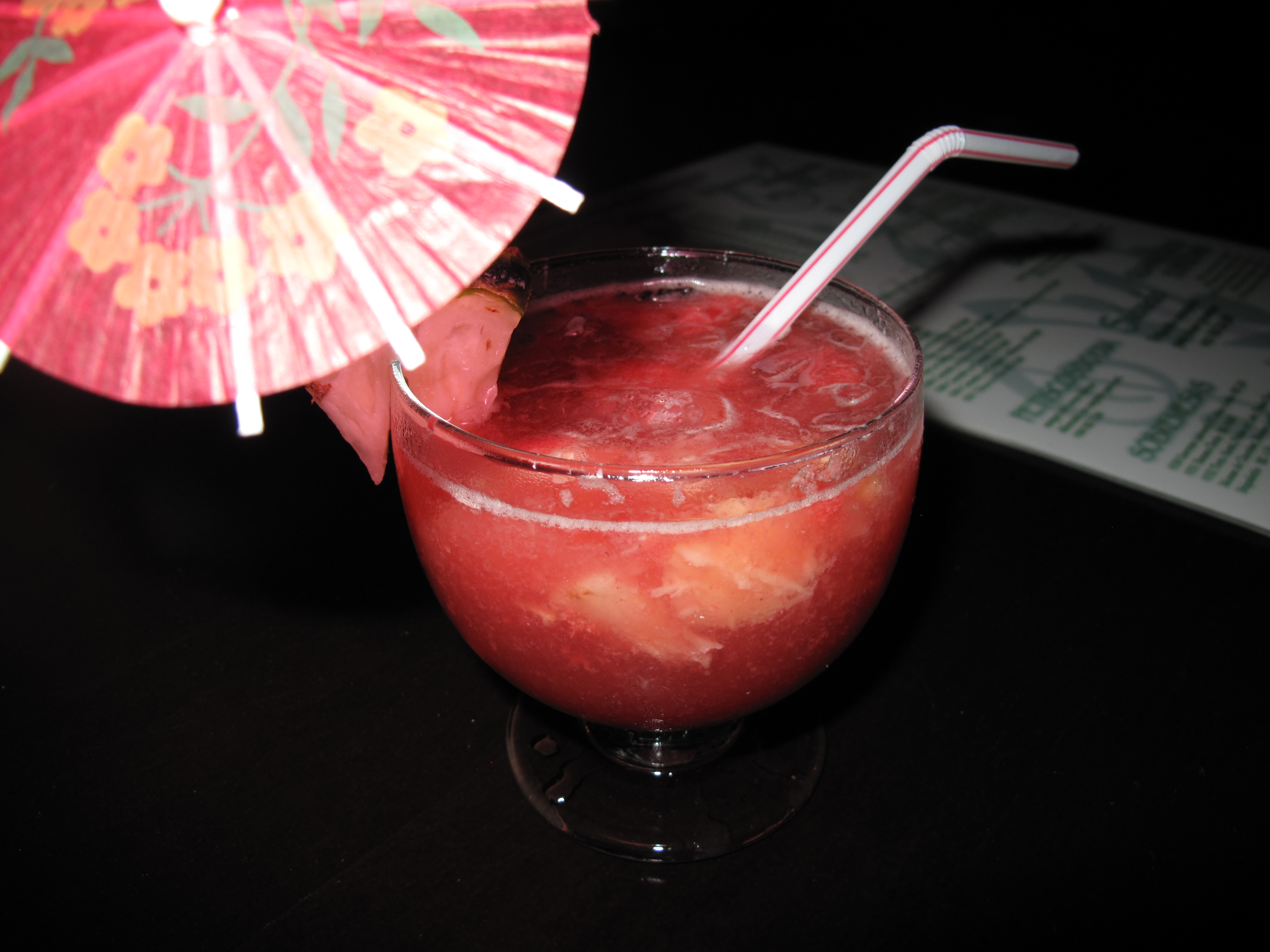
كايبيرينيا الفواكه الحمراء

متمتعا بشهرة كبيرة في العالم الخارجي، لهذا المشروب عدد لا يحصى من الأنواع. في بعض المناطق، يُستخدم السكر البني بدلا من السكر المكرر. حتى في البرازيل نفسها توجد أشكال مختلفة ذات المحليات الصناعية أو تشكيلة واسعة من الفواكه. وإلى جانب هذا، الكاشاسا كثيرا ما يتم استبدالها بالفودكا (والكايبيروسكا علامة تجارية مسجلة لشركة سميرنوف) أو ليكور بيراو (المعروفة بكايبيراو) أو الرم (والكايبيريسيما علامة تجارية مسجلة لشركة باكاردي) أو الشتينهاجر (كايبنهاجر). وتوجد الكايبيرينيا من الساكي (ساكيرينيا) أو النبيذ (كايبيفينيو)
كذلك. وفي الرأس الأخضر الكايبيرينيا تُحضَّر أيضا بالجروج وهو نوع محلي قوي من الرم.
في منطقة جنوب البرازيل، في مدينة مارينغا بالخصوص، تكتسب الكايبيرينيا اسمَ «شيمبوكا» وتختلف عن الوصفة التقليدية للاحتواء على المزيد من السكر والأقل من الكاشاسا.

ومن المهم الاعتراف بأن ما يسمى بالليم في البرازيل، الذي هو النوع الأخضر الحامض من الفواكه الحمضيات، هو معروف أيضا باسم الليمون في أماكن أخرى. وهكذا، أما أن يكون بسبب عدم وجود أم لالتباس حول التسمية، في أماكن كثيرة  وخصوصا في نصف الأرض الشمالي، الكايبيرينيا تُحضَّر من أنواع أخرى من الحمضيات.
1. 1 2 3  وصلة مرجع: http://iba-world.com/cocktails/caipirinha/. الوصول: 13 سبتمبر 2016.
2. ↑  "معلومات عن كايبيرينيا على موقع tasteatlas.com". tasteatlas.com. مؤرشف من الأصل في 2019-12-13.
3. ↑  "معلومات عن كايبيرينيا على موقع babelnet.org". babelnet.org. مؤرشف من الأصل في 2019-12-13.

## روابط خارجية
- تاريخ الكايبيرينيا
- وصفة الكايبيرينيا التقليدية
- كيفية تحضير الكايبيرينيا